# Aqrah
Aqrah(Akre) (en kurdo Akre) es una ciudad y también un distrito de Irak pertenecientes a la gobernación de Duhok, dentro del Kurdistán iraquí.

## Historia

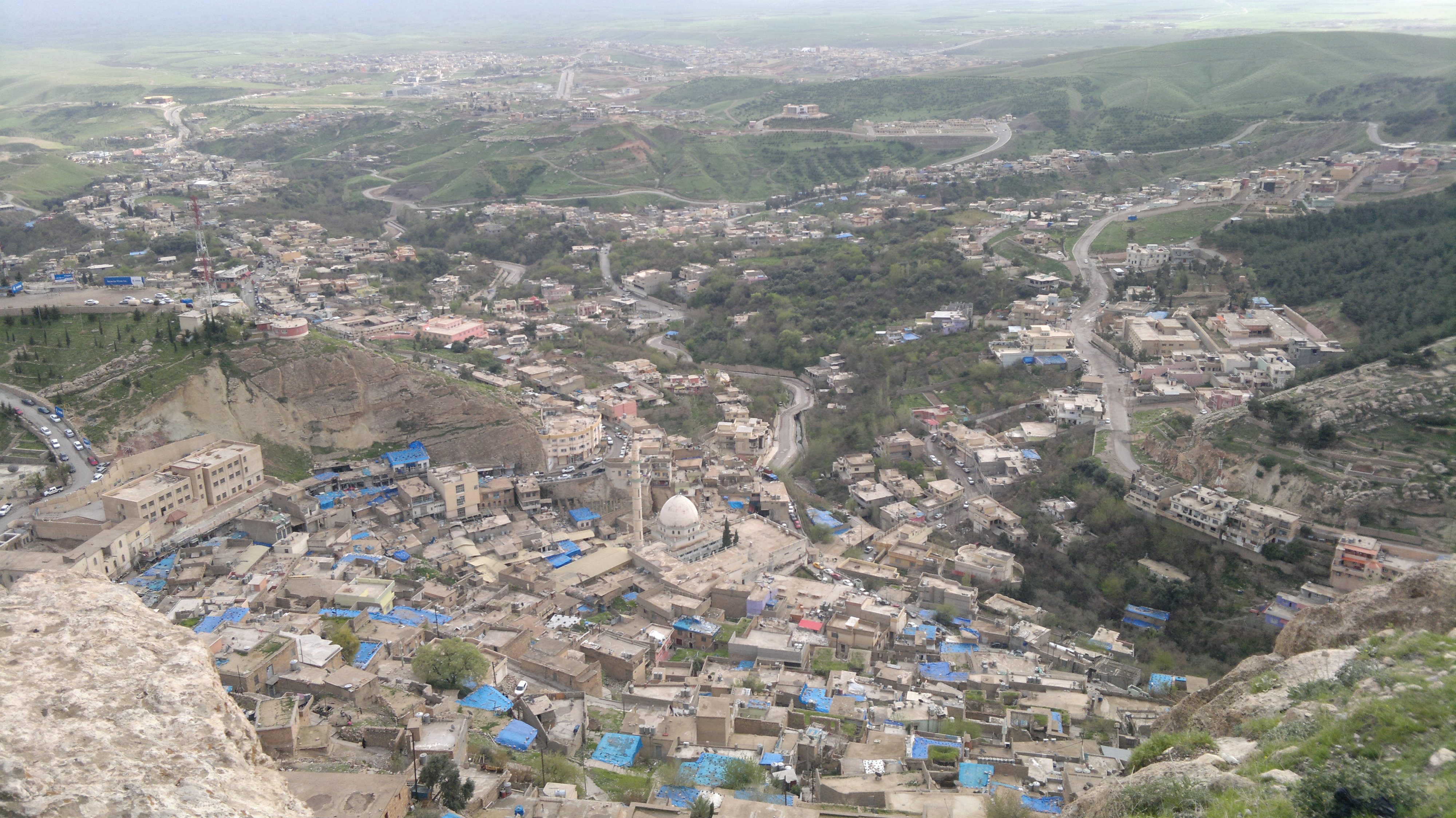
Vista de la ciudad

La creación del distrito, que tiene una superficie de 1134 km², data de 1877, cuando fue fundado como tal por el Imperio Otomano, situando como capital a la propia ciudad de Aqrah. Formó parte de la gobernación de Nínive pero en 1991 se transfirió al Kurdistán iraquí; en la actualidad pertenece a la gobernación de Duhok.